# Partido Villa Gesell
Villa Gesell ist ein Partido an der Atlantikküste der Provinz Buenos Aires in Argentinien. Laut einer Schätzung von 2019 hat der Partido 37.454 Einwohner auf 285 km². Der Verwaltungssitz ist die Stadt Villa Gesell.

## Orte
Villa Gesell ist in 4 Ortschaften und Städte, sogenannte Localidades, unterteilt.
- Las Gaviotas
- Mar Azul
- Mar de las Pampas
- Villa Gesell (Verwaltungssitz)

## Wirtschaft
Die Wirtschaft von Villa Gesell wird von der touristischen Sommersaison dominiert, in der Tausende von Urlaubern an die Atlantikküste der Provinz Buenos Aires kommen. Die Haupttouristensaison dauert von Dezember bis Februar. Nach dem Ende der Haupturlaubssaison schließen die meisten Hotels, Bars und Restaurants, aber einige der lokalen Betriebe und Herbergen bleiben das ganze Jahr über geöffnet.